# ガレギン2世
ガレギン2世 （アルメニア語:Գարեգին Բ)はアルメニア使徒教会の総主教・カトリコスである。
彼は1951年8月21日に生まれた。1965年にエチミアジンのゲオルギー神学校へ入学、1971年に卒業。1970年に輔祭に叙聖された。 その後修道士となり、1972年に修道司祭に叙聖された。 1970年代後半、ガレギン一世が国外留学を奨励したこともありウィーン、ボン、ザゴルスク（現セルギエフ・ポサード）などへの留学は教理研究の継続につながった。
1979年にはザゴルスク（現セルギエフ・ポサード）にあるロシア正教会のモスクワ神学大学（所在：至聖三者聖セルギイ大修道院）を卒業している。
1983年10月23日、エチミアジンで叙聖され、主教となった。
1988年、アルメニア地震の被害者支援に積極的な役割を果たし、教会や学校の建築に関与した。1992年に、大主教に任命される。1999年、全アルメニアのカトリコス・エチミアジンの総主教に選出された。
また現代の技術や通信を使用して、旧ソ連時代との決別、そして新たなるアルメニア使徒教会のあり方を模索している。ローマ教皇ヨハネ・パウロ2世と親密であり、 2001年に同教皇がアルメニアを訪れた際にはエチミアジンに宿泊した。
2006年にはイスタンブールを訪問。ヴァルソロメオス1世と会見した。
2008年にはインドを訪問。インド正教会との関係を強化している。